# Jean Labach
Pour l’article homonyme, voir Knopp-Labach.
Jean Labach, né le 24 octobre 1872 à l'Hôpital (Allemagne) et mort  25 octobre 1962 dans la même commune redevenue française, est un homme politique français de la IIIe République. Il est député de la Moselle de 1928 à 1932.

## Biographie
Jean Labach naît le 24 octobre 1872 à l'Hôpital en Lorraine annexée d'un cultivateur.
Ouvrier-mécanicien aux Houillères jusqu'en 1923 avant de devenir exploitant agricole, il devient maire de l'Hôpital en 1919, fonction qu'il assume jusqu'en 1935. Il est aussi conseiller d'arrondissement du canton de Saint-Avold. Il participe à la fondation du parti chrétien social dans l'est mosellan. Il est élu député de la Moselle le 29 avril 1928 avec le soutien des catholiques de tendance autonomiste au second tour. Il participe ensuite à la création de l'Union chrétienne sociale de Lorraine en 1928 après négociation avec l'URL. Le 8 février 1929, il intervient en séance publique pour faire état du malaise ressenti par les populations d’Alsace-lorraine et exprimer leur attachement à leurs institutions propres. Inscrit au groupe des démocrates populaires, qui rassemble les alsaciens-mosellans régionalistes, il restera député de la Moselle jusqu'au 31 mai 1932 placé dans la minorité des alsaciens-lorrains autonomistes. 
Il se représente en 1932 face à deux modérés et un communiste et se place deuxième mais lors du second tour, il est défait par Alex Wiltzer. Labach propose la création d'un organe consultatif élu au suffrage universel et avec un budget propre. 
Jean Labach décéda le 25 octobre 1962.

## Sources
- Ressource relative à la vie publique :   - Base Sycomore
- « Jean Labach », dans le Dictionnaire des parlementaires français (1889-1940), sous la direction de Jean Jolly, PUF, 1960 [détail de l’édition]
- Dir. Jean El Gammal, François Roth et Jean-Claude Delbreil, Dictionnaire des Parlementaires lorrains de la Troisième République, Metz, Serpenoise, 2006 (ISBN 2-87692-620-2, OCLC 85885906, lire en ligne), p. 294-295